# 암스트롱 한계
암스트롱 한계, 또는 암스트롱 한계선은 대기압이 매우 낮아 (0.0618기압, 6.3kPa) 인간의 체온인 37 °C에서 물이 끓게되는 고도를 말한다. 1947년 미 공군 의약품 연구소를 설립한 해리 조지 암스트롱의 이름을 따서 붙여졌다. 암스트롱은 이 현상을 규명한 최초의 인물이며, 이 현상은 인간이 생존할 수 없는 무기압 환경의 고도인 18,900 ~ 19,350 미터(62,000 ~ 63,500피트) 상공에서 발생하는 것으로 보고되어있다.